# Semai
Semai är ett mon-khmerspråk med ungefär 30 000 talare. Semai talas i Perak och Pahang, samt i mindre mån i Selangor. De flesta talarna har även viss kännedom av malajiska.
Semai uppges använda latinska alfabetet av Ethnologue, men språket lär inte användas i skrift.
Semai har 33 vokaler och 19 konsonanter.